# Verdrag van Prüm (2005)
Het Verdrag van Prüm (of Schengen 3 of Schengen plus) is een verdrag dat op 27 mei 2005 in Prüm ondertekend is door zeven EU-landen en dat de uitwisseling van informatie voor juridische- en politie-opsporingsdoeleinden regelt.
Het verdrag wordt gezien als een bijkomende overeenkomst bij het Verdrag van Schengen en werd door België, Duitsland, Frankrijk, Luxemburg, Nederland, Oostenrijk en Spanje ondertekend. Op een latere datum hebben ook Finland, Slovenië, Hongarije en Noorwegen het verdrag ondertekend. Het is geen verdrag van de Europese Unie en de EU-leden zijn niet verplicht het te ondertekenen.
Het verdrag van Prüm regelt de uitwisseling van informatie uit databanken onder andere op het gebied van DNA, vingerafdrukken en verkeersgegevens. Het verdrag heeft ook als doel om maatregelen tegen terrorisme te kunnen nemen, illegale migratie tegen te gaan, grensoverschrijdende politie- en justitiesamenwerking te vereenvoudigen en het beschermen van data.
In 2008 is het verdrag zonder stemming in Nederland door de Eerste Kamer aanvaard. Vanaf eind 2011 worden de mogelijkheden van het verdrag in gebruik genomen nadat de inhoud geïntegreerd is in Europese wetgeving waar alle EU-leden aan gebonden zijn.